# Rhaphuma torrida
Rhaphuma torrida là một loài bọ cánh cứng trong họ Cerambycidae.